# Dhirajlal Bhulabhai Desai
Dhirajlal Bhulabhai Desai (Hindi धीरजलाल भूलाभाई देसाई; * 22. Juni 1908 in Bombay; † 21. März 1951 in Bern) war ein indischer Diplomat. Er war der erste indische Botschafter in der Schweiz.

## Leben
Dhirajlal Bhulabhai Desai war der Sohn des Politikers Bhulabhai Jivanji Desai. Er besuchte das Elphinstone College, die Bharda New High School und das Government Law College in Bombay. Desai war Barrister am Obersten Gericht von Indien und Vorsitzender des Indischen Nationalkongress in der Präsidentschaft Bombay. Er war Direktor der  Ameer Trading Corporation  der indischen Niederlassung der Calco Chemical Company von American Cyanamid.
Ab dem 17. Dezember 1948 war er als Gesandter in Bern und auch beim Heiligen Stuhl und bei der Alliierten Kommission für Österreich in Wien akkreditiert.

## Veröffentlichungen
- To The Builders of Tomorrow
- Meet Gandhi